# PC World
PC World (estilitzat com PCWorld) és una revista informàtica mundial publicada mensualment per IDG. Des del 2013, és una publicació només en línia.
Ofereix assessorament sobre diversos aspectes d'ordinadors i articles relacionats, Internet i altres productes i serveis de tecnologia personal. A cada publicació, PC World revisa i prova productes de maquinari i programari de diversos fabricants, així com altres dispositius relacionats amb la tecnologia, com ara càmeres de vídeo i fotogràfiques, dispositius d'àudio i televisors.
L'actual editor de PC World és Jon Phillips, abans de Wired. L'agost de 2012, va substituir Steve Fox, que havia estat director editorial des del número de desembre de 2008 de la revista. Fox va substituir el veterà editor de la revista Harry McCracken, que va dimitir aquella primavera, després d'alguns moments difícils, inclòs deixar de fumar i tornar a contractar per qüestions de control editorial el 2007.
PC World es publica amb altres noms com PC Advisor i PC Welt en alguns països. El nom de l'empresa ' PC World és IDG Consumer & SMB i té la seu a San Francisco. Alguns dels llocs web PC World no anglesos ara redirigeixen a altres llocs d'IDG; per exemple, PCWorld.dk (Dinamarca) és ara Computerworld.dk

## Història
La publicació es va anunciar a la fira COMDEX el novembre de 1982 i va aparèixer per primera vegada als quioscos el març de 1983; Felix Dennis va crear Personal Computer World que després va vendre a VNU, i va establir MacUser que va vendre a Ziff Davis Publishing a mitjans dels anys vuitanta. PC Magazine també va ser adquirida per Ziff Davis.
La revista va ser fundada per David Bunnell i Cheryl Woodard, i el seu primer editor va ser Andrew Fluegelman. La revista i el lloc web ' PC World han guanyat diversos premis de Folio, la Societat Americana d'Editors de Publicacions Empresarials, MIN, l'Associació de Publicacions Occidentals i altres organitzacions; també és una de les poques revistes de tecnologia que ha estat finalista d'un National Magazine Award.
Molts escriptors tecnològics coneguts han contribuït a PC World, com Steve Bass, Daniel Tynan, Christina Wood, John C. Dvorak, Stephen Manes, Lincoln Spector, Stewart Alsop, David Coursey, James A. Martin i altres. El lideratge editorial ha inclòs Harry Miller, Richard Landry, Eric Knorr, Phil Lemmons, Cathryn Baskin, Kevin McKean i Harry McCracken.
El febrer de 1999, el nombre de subscripcions de pagament ' PC World va assolir un rècord de 1.000.453. En aquell moment, va ser la primera i única revista d'informàtica amb un programa de llançament mensual que va aconseguir aquest punt. A l'abril de 2005, el programa Digital Duo va ser lleugerament rebrandat i es va rellançar com a PC World's Digital Duo, i va durar 26 episodis addicionals. A partir del 2006, la base de tarifes auditades ' PC World de 750.000 la va convertir en la revista d'informàtica de circulació més gran del món.
El 10 de juliol de 2013, el propietari IDG va anunciar que la revista deixaria la seva tirada de trenta anys. El número d'agost de 2013 va ser l'últim imprès de la revista PC World, els números futurs serien només digitals.